# 周士登
周士登（？年—？年），字伯昇，南直隶常州府武進縣人，明末政治人物。

## 生平
天啓五年（1625年）乙丑科進士。曾任分守上川東道，闖賊犯夔州時，掠奪夔州餉銀數十萬，朝廷議嚴詰，百姓知道後，爭先捐銀，旬日間即湊足原數，命監軍四省率兵追擊流寇，擒獲賊首一字王普天飛等。。父喪，即日解官歸，巴人乞撫臣疏請題留，終不可强。歸營葬事，以勞瘁卒。